# Basilitzes
Basilitzes (mittelgriechisch Βασιλίτζης, † nach 914) war ein byzantinischer Patrikios und Senator slawischer Herkunft.

## Leben
Basilitzes war ein Vertrauter Kaiser Alexanders (912–913), zu dessen Gefolgsleuten er schon vor der Thronbesteigung gehört hatte. Als Alexander nach dem Tod seines Bruders Leo VI. zum Alleinherrscher aufstieg, wollte er Basilitzes angeblich zum Mitkaiser erheben und den rechtmäßigen Thronfolger, seinen Neffen Konstantin Porphyrogennetos, entmannen lassen; Arethas von Kaisareia spricht sogar explizit davon, Alexander habe dem „slawischen Burschen“ (Σκλαβηνόν μειράκιον) „die Herrschaft der Römer übergeben“ (τὰ τῆς Ῥωμαίων ἀρχῆς παρεδιδοτο). Letztlich hätten dies jedoch die alten Anhänger Leos VI. und der frühzeitige Tod Alexanders verhindert. Leos Witwe und Konstantins Mutter Zoe Karbonopsina, die 914 die Staatsgeschäfte übernahm, entfernte Basilitzes und die übrigen Günstlinge Alexanders aus dem Hofstaat; sein weiteres Schicksal ist unbekannt.